# ベールイの定理
ベールイの定理（ベールイのていり、英: Belyi's theorem）とは、代数的数を係数として定義された任意の非特異代数曲線 C は、リーマン球面上3点のみで分岐する分岐被覆となるようなコンパクト・リーマン面であるという定理である。
この定理はゲンナジー・ウラジーミロヴィチ・ベールイによって1979年に証明された。 当時驚くべき結果だと考えられ、代数的数体上の非特異代数曲線を組合せ的なデータで記述する子供の絵の理論をグロタンディークが構築する契機となった。
人名のBelyi（露: Белый）はベールイとカナ表記されることもあれば、数学の文献においてベリーとカナ表記されることもある。

## 上半平面の商
ベールイの定理から、考えているリーマン面は商空間
H/Γ
を尖点でコンパクト化したものと同型となることがわかる。ここで、H は上半平面、  Γ はモジュラー群の有限指数部分群である。 モジュラー群は非合同部分群を持つので、これは定理の曲線がモジュラー曲線となることを意味しない。

## ベールイ関数
コンパクト・リーマン面 S からリーマン球面 P1(C)への正則写像であって、3点のみで分岐するものをベールイ関数と言う。メビウス変換と合成することにより、この3点は{\displaystyle \{0,1,\infty \}}とすることができる。 ベールイ関数は子供の絵によって組合せ的に記述することができる。
ベールイ関数と子供の絵は、ベールイの定理は現れないものの、少なくともフェリックス・クラインの研究にまで遡ることができる。クラインは論文(Klein 1879)の中で、モノドロミー群が PSL(2,11) である複素射影直線の11重被覆の研究にこれらを用いた。

## 応用
ベールイの定理はベールイ関数の存在定理であり、その発見以来、ガロアの逆問題の研究に頻繁に利用されている。

## 発展資料
- Girondo, Ernesto; González-Diez, Gabino (2012), Introduction to compact Riemann surfaces and dessins d'enfants, London Mathematical Society Student Texts, 79, Cambridge: Cambridge University Press, ISBN 978-0-521-74022-7, Zbl 1253.30001
- Wushi Goldring (2012), “Unifying themes suggested by Belyi's Theorem”, in Dorian Goldfeld; Jay Jorgenson; Peter Jones et al., Number Theory, Analysis and Geometry. In Memory of Serge Lang, Springer, pp. 181–214, ISBN 978-1-4614-1259-5